# Belmonte de Tajo
Belmonte de Tajo é um município da Espanha
na província e comunidade autónoma de Madrid, de área 23,7 km² com população de 1326 habitantes (2007) e densidade populacional de 55,95 hab./km².

## Demografia
| Variação demográfica do município entre 1991 e 2004 | Variação demográfica do município entre 1991 e 2004 | Variação demográfica do município entre 1991 e 2004 | Variação demográfica do município entre 1991 e 2004 |
| --------------------------------------------------- | --------------------------------------------------- | --------------------------------------------------- | --------------------------------------------------- |
| 1991                                                | 1996                                                | 2001                                                | 2004                                                |
| 1139                                                | 1142                                                | 1152                                                | 1176                                                |